# Efé
Efé [ee-Fay] McWorter ist eine US-amerikanische Schauspielerin und Synchronsprecherin.

## Leben
Efé ist Mutter von mindestens einer Tochter und hat zwei Enkelkinder. Erst mit Ende 50 begann sie mit dem Fernseh- und Filmschauspiel. So wirkte sie zuerst in mehreren Kurzfilmproduktionen mit, ehe sie 2010 in einer Episodenrolle ihr Fernsehdebüt in der Fernsehserie Laugh Track Mash-ups gab. Von 2010 bis 2011 stellte sie in acht Episoden der Fernsehserie Get Thee Behind Me die Rolle der Adele Royale dar. 2013 stellte sie in der Filmkomödie Meet the Cleavers – Familienfeste und andere Katastrophen die Rolle der Großmutter Bertha dar, dessen 80. Geburtstag und ihre schlechte gesundheitliche Verfassung Anlass ihrer teilweise zerstrittenen Familie ist, sich nach Jahren wieder zu treffen. Im selben Jahr spielte sie die größere Rolle der Loretta Miles im Filmdrama Love and Football. Ab Mitte der 2010er Jahre folgten mehrere Besetzungen in einzelnen Episoden verschiedener Fernsehserien wie House of Lies, Life in Pieces, Hit the Floor, Better Things und Scorpion. 2014 spielte sie in der Filmproduktion Die Bestimmung – Divergent mit. 2018 war sie in der wiederkehrenden Rolle der Emily in der Fernsehserie Only Children zu sehen. 2023 lieh sie mehreren Figuren im Computeranimationsfilm Wish ihre Stimme.

## Filmografie (Auswahl)

### Schauspiel
- 2009: I.E.P. (Kurzfilm)
- 2010: As I Say (Kurzfilm)
- 2010: Laugh Track Mash-ups (Fernsehserie, Episode 1x03)
- 2010: The Truth
- 2010: The Things You Lose (Kurzfilm)
- 2010: A Tear (Kurzfilm)
- 2010: A Piece of Secret (Kurzfilm)
- 2010: $weethearts (Kurzfilm)
- 2010–2011: Get Thee Behind Me (Fernsehserie, 8 Episoden)
- 2011: Life on the ENG (Kurzfilm)
- 2013: Meet the Cleavers – Familienfeste und andere Katastrophen (Cleaver Family Reunion)
- 2013: Love Triangle
- 2013: Love and Football
- 2013: Do You Know Where Your Man Is
- 2013: Second Class Citizens
- 2013: The Power of Love
- 2014: 3rd Generation Female Gangsta'
- 2014: House of Lies (Fernsehserie, Episode 3x05)
- 2014: Die Bestimmung – Divergent (Divergent)
- 2014: Heartbreakers (Miniserie, Episode 1x02)
- 2016: Life in Pieces (Fernsehserie, Episode 1x12)
- 2016: Hit the Floor (Fernsehserie, Episode 3x08)
- 2016: Attached at the Soul (Kurzfilm)
- 2016: Better Things (Fernsehserie, Episode 1x08)
- 2017: Alex & Jaime
- 2018: Scorpion (Fernsehserie, Episode 4x18)
- 2018: Pea Pod (Kurzfilm)
- 2018: HeadHunters (Kurzfilm)
- 2018: My Dead Selfie
- 2018: Only Children (Fernsehserie, 3 Episoden)
- 2019: Together (Kurzfilm)
- 2020: Epiphany in South Los Angeles (Kurzfilm)
- 2021: Everyone Is Doing Great (Fernsehserie, Episode 1x03)
- 2021: Familienanhang (Family Reunion, Fernsehserie, Episode 3x07)
- 2023: A Snowy Day in Oakland
- 2023: Rideshare

### Synchronisationen
- 2023: Wish (Animationsfilm)